# Roy Scott Dunbar
| 3360 Syrinx    | 4 novembre 1981   |
| 3362 Khufu     | 30 agosto 1984    |
| 3551 Verenia   | 12 settembre 1983 |
| 6435 Daveross  | 24 febbraio 1984  |
| 7163 Barenboim | 24 febbraio 1984  |

Roy Scott Dunbar (...) è un astronomo statunitense.
Laureatosi in fisica e astronomia all'Università di Albany nel 1976, ha conseguito il PhD in fisica nel 1980 all'Università di Princeton. L'anno successivo ha iniziato a lavorare presso il Jet Propulsion Laboratory.
Il Minor Planet Center gli accredita la scoperta di dieci asteroidi, effettuate tra il 1981 e il 1987, in parte in collaborazione con Eleanor Francis Helin e Maria Antonella Barucci.
Gli è stato dedicato l'asteroide 3718 Dunbar.